# Monforte de Lemos (kommunhuvudort)
Monforte de Lemos (galiciska: Monforte) är en kommunhuvudort i Spanien. Den ligger i provinsen Provincia de Lugo och regionen Galicien, i den nordvästra delen av landet, 400 km nordväst om huvudstaden Madrid. Monforte de Lemos ligger 295 meter över havet och antalet invånare är 19 546.
Terrängen runt Monforte de Lemos är kuperad åt sydväst, men åt nordost är den platt. Monforte de Lemos ligger nere i en dal. Runt Monforte de Lemos är det ganska tätbefolkat, med 62 invånare per kvadratkilometer. Monforte de Lemos är det största samhället i trakten. I omgivningarna runt Monforte de Lemos växer i huvudsak blandskog.